# Arrenurus auris
Arrenurus auris är en kvalsterart som beskrevs av Lavers 1945. Arrenurus auris ingår i släktet Arrenurus och familjen Arrenuridae. Inga underarter finns listade i Catalogue of Life.